# Šasija
Šasija  (fr. Chassis) je nosilna struktura vozil, lahko pa tudi drugih naprav. Šasija je analog okostja pri živalih.
Pri motornih vozilih je šasija nameščena spodaj, nanjo so pritrjeni motor, menjalnik, diferencial, vzmetenje in pogonska gred.